# Acalolepta pleuralis
Acalolepta pleuralis es una especie de escarabajo longicornio del género Acalolepta, tribu Monochamini, subfamilia Lamiinae. Fue descrita científicamente por Schwarzer en 1930.
Se distribuye por Indonesia. Mide aproximadamente 13 milímetros de longitud. El período de vuelo de esta especie ocurre en el mes de octubre.